# Sitobion congolense
Sitobion congolense är en insektsart. Sitobion congolense ingår i släktet Sitobion och familjen långrörsbladlöss. Inga underarter finns listade i Catalogue of Life.